# Rogério de Azevedo
Rogério dos Santos de Azevedo (Porto, Cedofeita, 25 de junho de 1898 – Setembro de 1983) foi um arquitecto português.
Exerceu a profissão durante a primeira metade do século XX, numa época de afirmação de valores modernistas na arquitetura portuguesa — de que foi um dos pioneiros —, um período também marcado pelas tendências tradicionalistas associadas à ideologia do Estado Novo, que viriam a "condicionar" parte da sua obra.

## Biografia / Obra

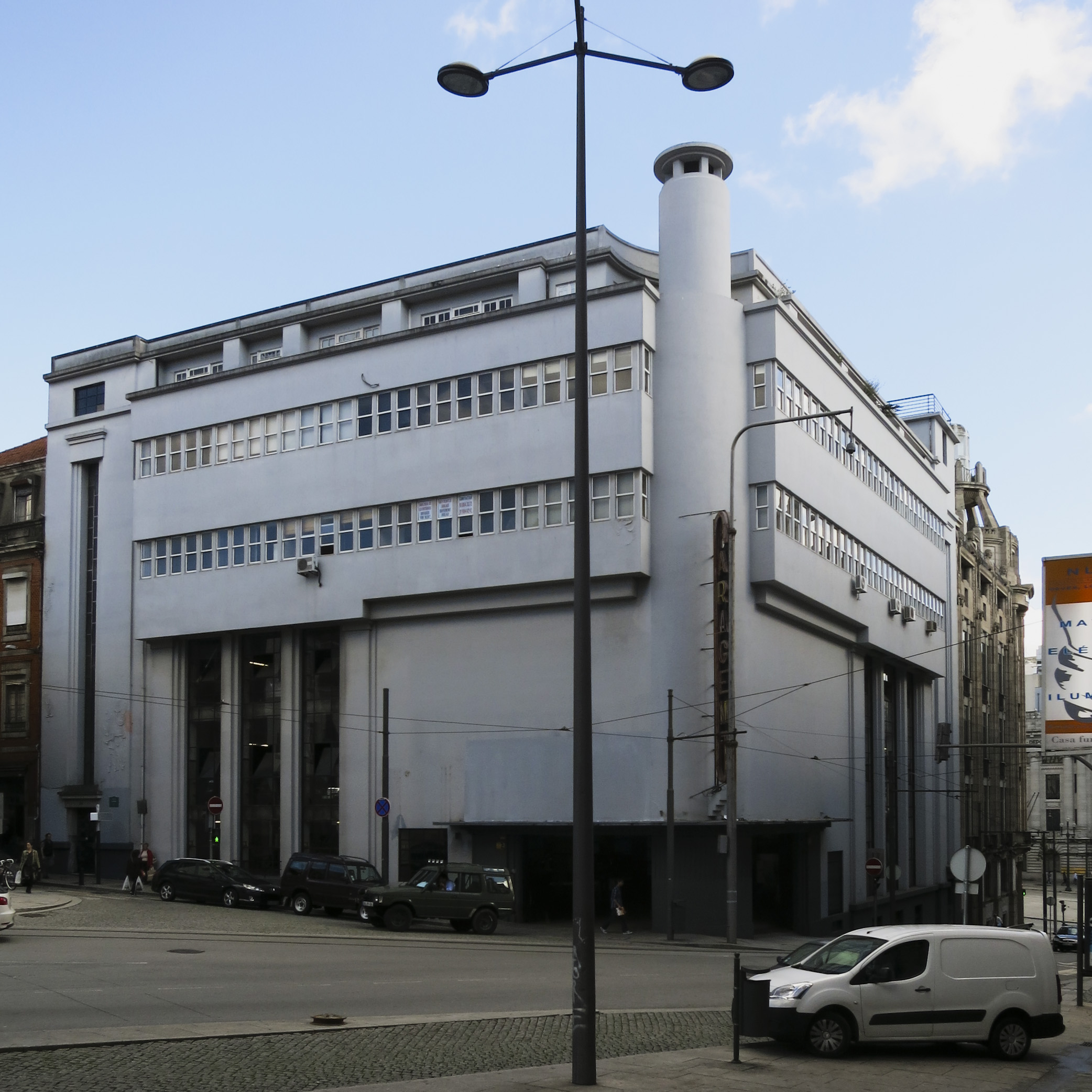
Antiga garagem do jornal O Comércio do Porto

Perdeu o pai com apenas 5 anos de idade, indo estudar como aluno interno no Colégio dos Órfãos do Porto, onde iniciou estudos eclesiásticos. Aos 14 anos de idade inscreveu-se na antiga Academia Portuense de Belas-Artes (até 1918). Diplomou-se na Escola de Belas-Artes do Porto (1920-1926).
Foi aluno e, mais tarde, estagiou com o arquitecto Marques da Silva, figura marcante da sua formação. Entre 1925 e 1932 foi professor do ensino técnico (secundário), no Porto e em Viseu, lecionando cadeiras como Desenho de Construção, Projeções e Tecnologias. Integrou a Comissão de Estética da Câmara Municipal de Porto (1935-1938). Dirigiu a secção do Porto da Direcção-Geral dos Edifícios e Monumentos Nacionais (1936-1940). Entre 1940 e 1968 foi professor na Escola de Belas-Artes do Porto (cadeira de Desenho Arquitectónico, Construções e Salubridade das Edificações). Eleito vereador da Câmara Municipal do Porto (1955-1960).
Nos primeiros anos de atividade profissional podem salientar-se os projetos realizados em associação com Baltazar de Castro, com quem partilhava o ateliê. Destacou-se como um dos pioneiros da afirmação do modernismo na arquitetura portuguesa, tendo projetado o edifício da garagem do jornal O Comércio do Porto (1932), considerado uma obra emblemática desse período; este projeto assinala uma mudança significativa relativamente a outros, anteriores, em particular o do edifício sede desse mesmo jornal, de 1930 (trata-se de edifícios contíguos mas muito diferentes, situados no coração da cidade do Porto).
Em muita da sua restante obra o desejo de atualidade não está presente da forma tão marcante como na Garagem do Comércio do Porto. Rogério de Azevedo, tal como praticamente todos os arquitetos da sua geração, iria estar em sintonia com a implementação do estilo oficial do Estado Novo (por vezes apelidado de Português Suave) (isto carece de fonte, não há evidências de um estilo oficial imposto a privados, mas sim de tendências nacionais que os clientes privados seguiam), que significou um retorno a formas arquitetónicas historicistas/tradicionais, tendo ficado diretamente associado à uniformização dos edifícios escolares do Plano dos Centenários, um modelo regionalista oficial, com múltiplas variantes, que seria repetido ao longo de muitos anos por todo o país e de que foi autor para as edificações no Norte de Portugal. Entre muitas outras obras, projetou ainda três das primeiras Pousadas de Portugal.
"Rogério de Azevedo influenciou, de forma significativa, a geração de arquitetos que se lhe seguiu, nomeadamente alguns dos que com ele vêm trabalhar, casos de Viana de Lima, Arménio Losa e Januário Godinho".

## Alguns projetos e obras
- 1930 – Edifício dos Correios, Viana do Castelo.
- 1930-32 – Edifício de Garagem do Jornal O Comércio do Porto, Porto.
- 1930-33 – Escolas Primárias do Norte / Plano dos Centenários.
- 1933 – Edifício de O Comércio do Porto (Atual BANIF), Avenida dos Aliados, Porto.
- 1934 – Prédios na Rua D. João IV.
- 1936 – Tribunal de Viana do Castelo.
- 1936-40 – Estudo e reconstrução-integração do Paço Ducal de Guimarães
- 1941 – Edifício do Rialto, Porto.
- 1942-48 – Pousada de S. Gonçalo, Marão; Pousada de Santo António de Serém, Águeda; Pousada de S. Lourenço, Serra da Estrela.
- 1942 - Escola e Capela da Colónia Agrícola de Martim Rei, Sabugal.
- 1945 – Hotel Infante Sagres, Porto
- 1935 – Antigo edifício da Faculdade de Medicina da Universidade do Porto, Largo da Escola Médica [11]
- Casino da Póvoa e Grande Hotel da Póvoa, Póvoa de Varzim
- Recuperação da Capela-Mor da Igreja Românica de São Pedro de Rates, Póvoa de Varzim.[12]

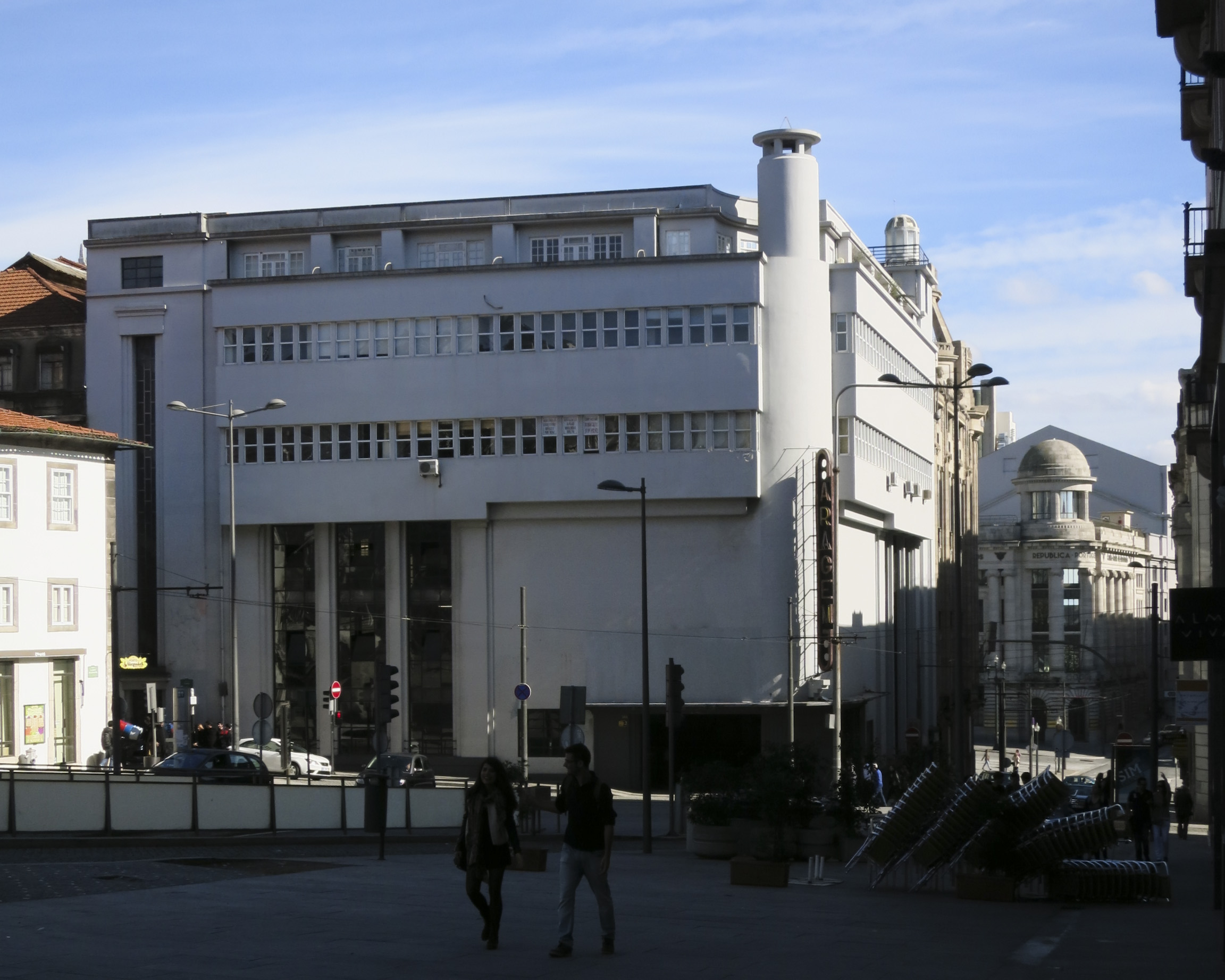
Garagem do Jornal O Comércio do Porto
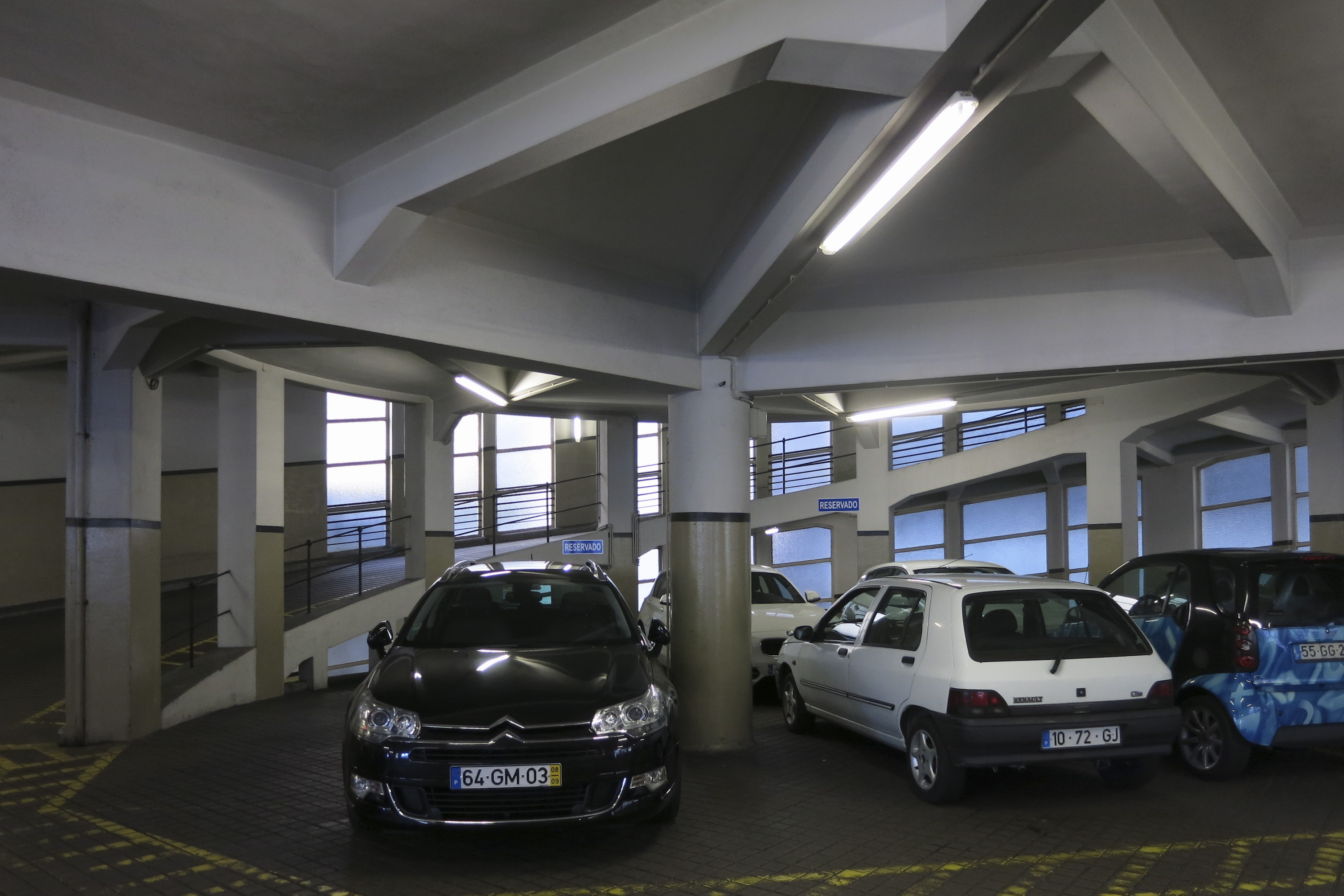
Garagem do Jornal O Comércio do Porto
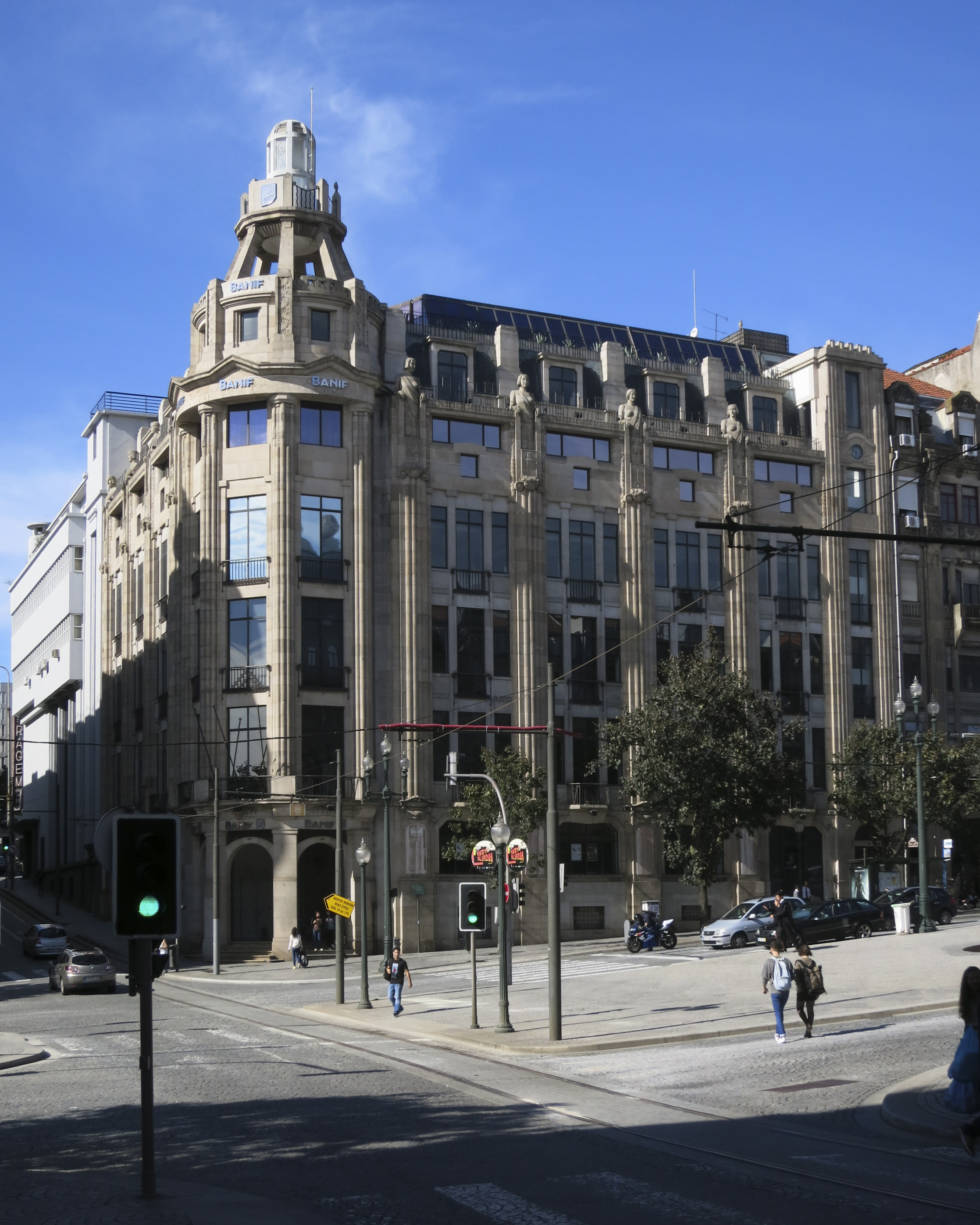
Antigo edifício do Jornal O Comércio do Porto
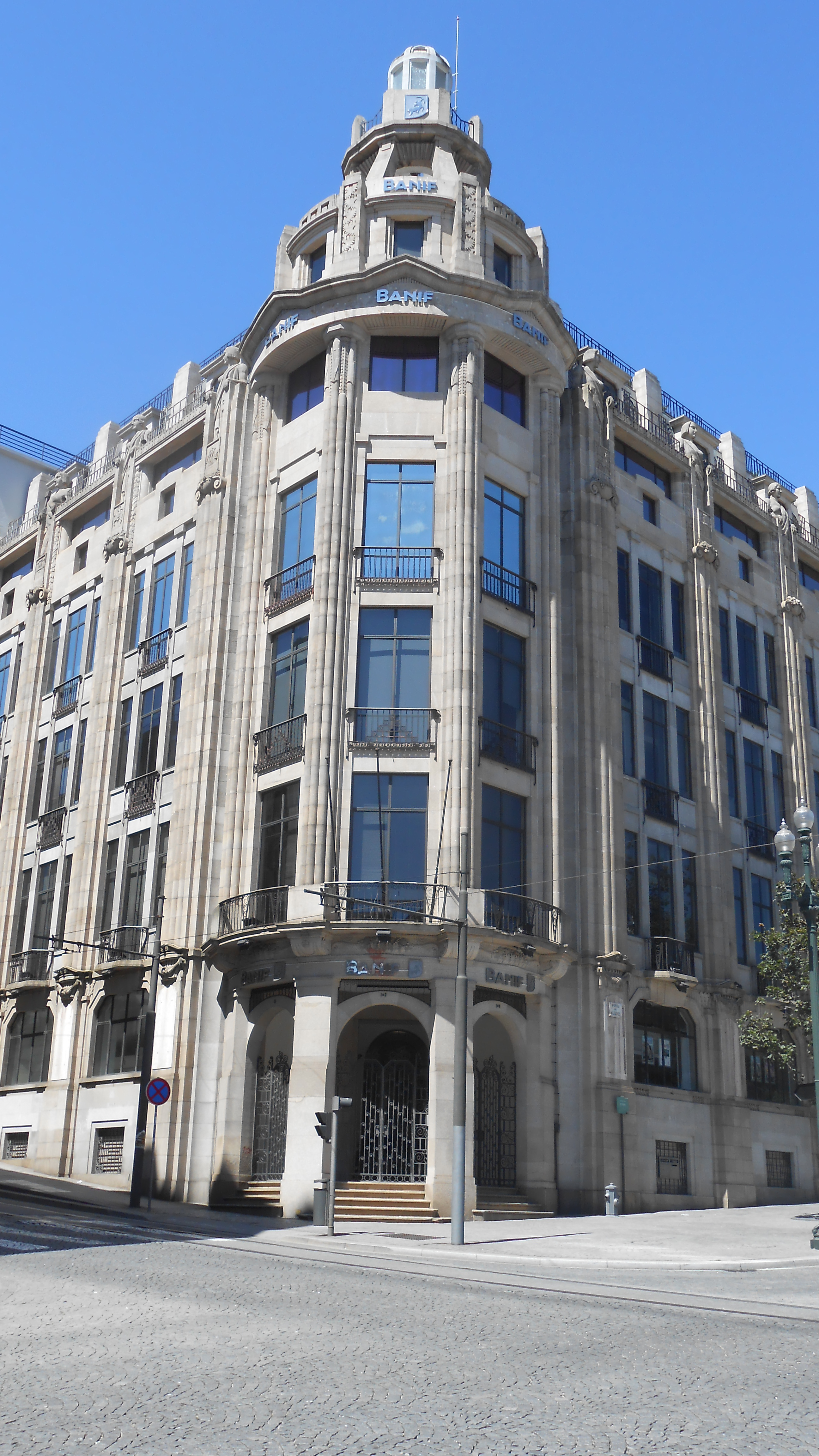
Antigo edifício do Jornal O Comércio do Porto
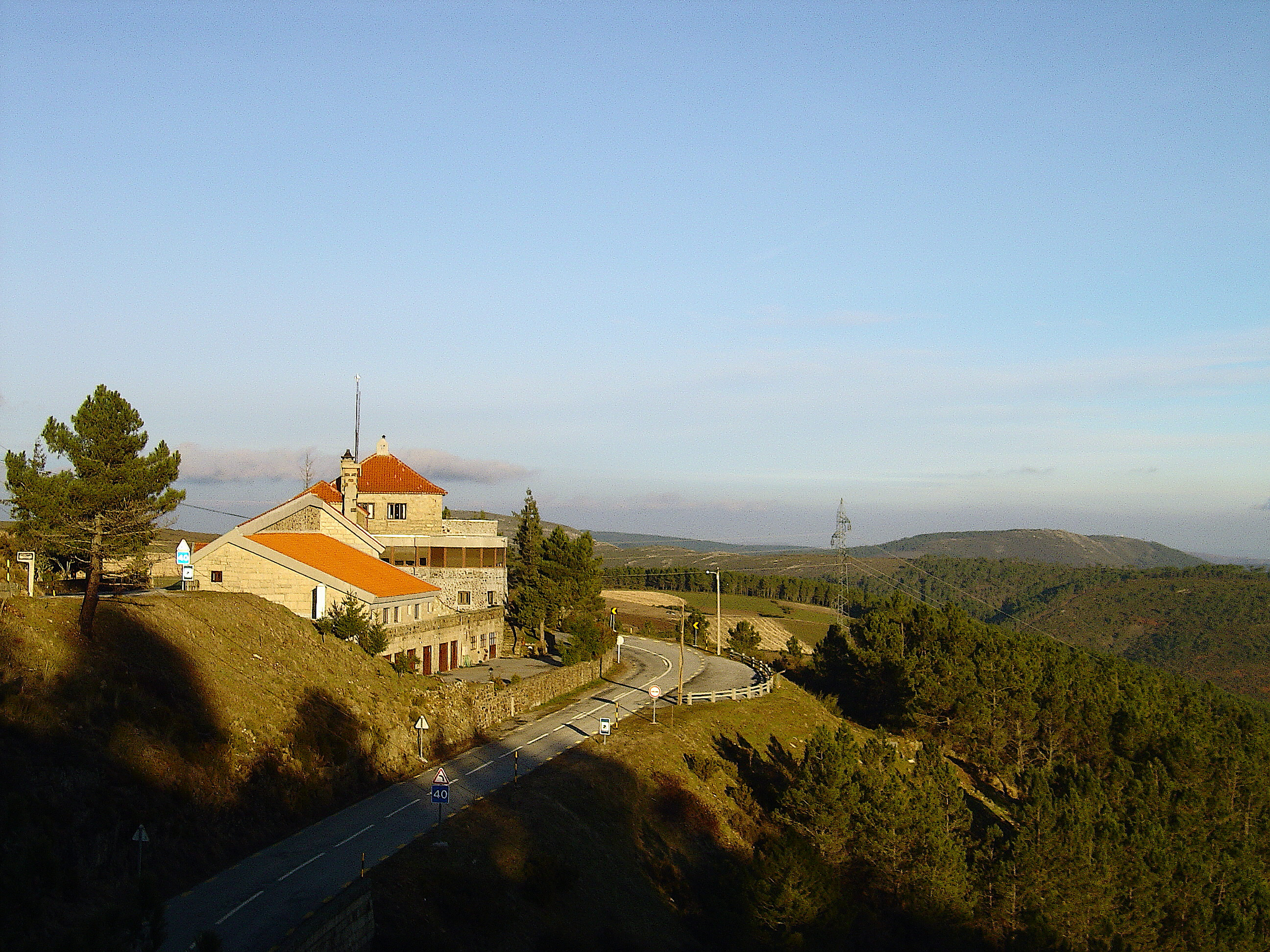
Pousada de S. Lourenço, Manteigas